# ウィリアム・リュパータス
ウィリアム・ヘンリー・リュパータス（William Henry Rupertus、1889年11月14日 - 1945年3月25日）は、アメリカ海兵隊の軍人。ペリリューの戦いのアメリカ軍指揮官の一人で、海兵隊の教書『ライフルマンズ クリード』の著者。

## 生涯

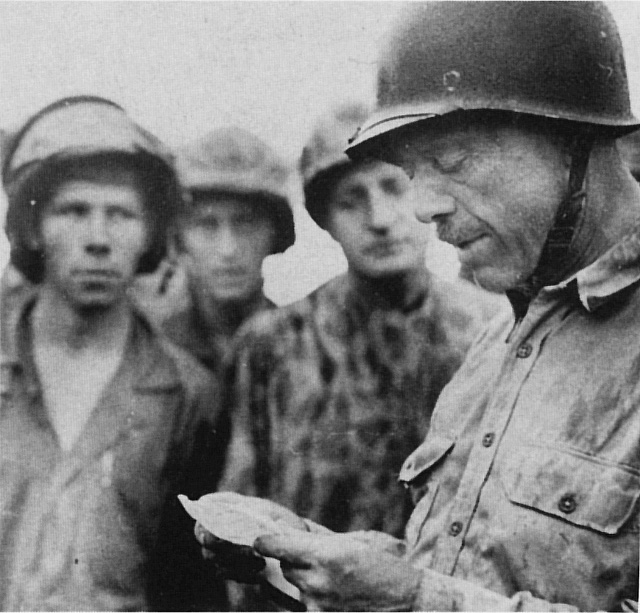
グロスター岬の戦いでグロスター岬飛行場陥落を祝すリュパータス

1907年から1910年にかけてコロンビア特別区州兵に所属し、ワシントンD.C.で勤務した。元々は税関監視艇局でカッターの船長になることを望んでいたため、1910年4月28日に税関監視艇局の養成学校に入学する。1913年5月15日、リュパータスは次席で卒業するが身体検査で不合格となり、6月18日に税関監視艇局を辞職した。
税関監視艇局を辞したリュパータスは、射撃の腕を評価されてアメリカ海兵隊に招集された。1913年11月に招集を受け入れ、1915年に海兵隊養成学校を卒業した。入隊後は射撃部隊に配属され、数々の功績を挙げて勲章を授与された。アメリカが第一次世界大戦に参戦した時期は戦艦「フロリダ」に乗艦していたが、その後、ポルトープランスに派遣された。同地で3年間勤務した後に海兵隊本部運営訓練課に配属され、監督官を務めた。1929年に中華民国に派遣され、第二次上海事変が勃発した際には第4海兵連隊の大隊長を務めていた。
真珠湾攻撃の直後に『ライフルマンズ クリード』を執筆し、熟練射撃手と海兵隊の武器の信頼性について記した。1942年3月にアレクサンダー・ヴァンデグリフトの下で第1海兵師団副師団長に任命され、師団の編成と訓練を担当した後にガダルカナルの戦いに従軍した。1943年7月8日にヴァンデグリフトの後任として師団長に就任し、カートホイール作戦、ペリリューの戦いに従軍した。1944年11月にバージニア州のクアンティコ海兵隊基地司令官に任命されるが、4カ月後の1945年3月25日に心臓発作で死去した。同年5月2日に就役した駆逐艦は、彼の名前を冠して「リュパータス」と命名された。遺体はアーリントン国立墓地に埋葬されている。